# Gegen alle Flaggen
Gegen alle Flaggen (Originaltitel: Against All Flags) ist ein US-amerikanischer Abenteuerfilm aus dem Jahre 1952.

## Handlung
Der Film spielt im Jahre 1700. Für England wird der Handel mit Indien immer wichtiger. Störungen durch Piraten sind da höchst unwillkommen. Besonders hartnäckig beim Überfallen von englischen Handelsschiffen sind die Piraten von Madagaskar. Ein englischer Offizier der Kriegsmarine, Brian Hawke, wird deshalb als Spion bei den Piraten eingeschleust, um die Wehranlagen ihres Hafens auszuspionieren und zu sabotieren. Nach angeblicher Desertion aus der Kriegsmarine kann er das Zutrauen der Piraten gewinnen und wird Mitglied in der Bande des finsteren Captain Roc Brasiliano. Auch lernt er die feurige Piratin Petunia Stevens kennen. Stevens verliebt sich in Hawke und wird eifersüchtig, als Hawke die schöne indische Prinzessin Patma und ihre Gouvernante Molvina MacGregor vor dem Verkauf als Sklavin rettet. Durch Hawke kann ein englisches Kriegsschiff die Piratenfestung erobern, und als Belohnung für seine Taten verlangt Hawk erfolgreich Amnestie für Stevens, um mit ihr in eine gemeinsame Zukunft zu gehen.

## Kritiken
„Seegefechte, Degenduelle und akrobatische Höchstleistungen geben der banalen Abenteuerhandlung einen attraktiven Rahmen.“

## Neuverfilmung
Der Film gilt als letzter nennenswerter Abenteuerfilm mit dem damals schon schwer alkoholkranken Errol Flynn. Er folgt den üblichen Schemata früherer Erfolge von ihm, wie Unter Piratenflagge und Robin Hood, König der Vagabunden.
1967 entstand eine Neuverfilmung unter dem Titel Der Pirat des Königs. Doug McClure übernahm hier die Rolle von Errol Flynn. Jill St. John spielte die Rolle von Maureen O’Hara.